# Strontiumranelat
Strontiumranelat, genauer Distrontiumranelat, ist das Strontiumsalz der Ranelicsäure und wurde bis zur weltweiten Marktrücknahme als Arzneistoff zur Behandlung der Osteoporose eingesetzt. Strontium wird wie Calcium in die Knochen eingebaut. Die Ranelicsäure ermöglicht eine hohe Bioverfügbarkeit des Strontiums und hat selbst keinen Einfluss auf den Knochenmetabolismus.

## Wirkung und Anwendungsgebiete
Die Einnahme von Strontiumranelat verringert das Risiko, einen Knochenbruch an der Wirbelsäule oder der Hüfte zu erleiden. Dieser Schutz ist für Frauen in allen betroffenen Altersgruppen nach der Menopause belegt.
Strontiumranelat hemmt den Knochenabbau und steigert gleichzeitig den Knochenaufbau. Das wirksame Agens ist das Strontium, wie Calcium ein Metall aus der Gruppe der Erdalkalimetalle. Es kann wie dieses als Bestandteil der Knochen eingebaut werden. Untersuchungen haben gezeigt, dass bei Osteoporosepatienten die radiologisch gemessene Knochendichte um 6,8 % gesteigert werden konnte, wenn sie mit Strontiumranelat behandelt wurden. Dabei geht allerdings etwa die Hälfte des Zuwachses auf die höhere Atommasse des Strontiums gegenüber dem in den Knochen enthaltenen Calcium zurück, während die andere Hälfte ein echter Zuwachs des Mineralgehaltes des Knochens ist. Klinische Untersuchungen sind über einen Behandlungszeitraum von bis zu 8 Jahren verfügbar.
Ranelicsäure selbst gilt als pharmakologisch inaktiv. Diese organische Säure ist sehr polar und wird kaum resorbiert, die orale Bioverfügbarkeit beträgt nur zirka 2,5 %. Ranelicsäure bewirkt eine günstige Pharmakokinetik und Verträglichkeit des Gegenions Strontium. Eine Anreicherung von Ranelicsäure wurde weder bei Tieren noch beim Menschen beobachtet.

## Nebenwirkungen
Häufig treten Übelkeit und Durchfall (7 %) sowie Kopfschmerzen (3 %) unter Strontiumranelat auf.
Nach der Einführung in der EU 2004 wurden bis November 2007 16 Fälle von schweren Nebenwirkungen unter der Therapie mit Strontiumranelat gemeldet, davon 13 Fälle in Frankreich und 2 mit tödlichem Ausgang. Daraufhin ordneten die europäische und die französische Behörde die Aufnahme eines entsprechenden Warnhinweises in die Produktinformation an. Bei den Reaktionen handelt es sich um das so genannte DRESS-Syndrom (Drug Rash with Eosinophilia and Systemic Symptoms), eine schwerwiegende Reaktion des Immunsystems, die eines oder mehrere Organe betreffen kann, insbesondere Leber und Nieren. Gemäß den Fallberichten traten die Symptome DRESS-typisch innerhalb von 3 bis 6 Wochen nach Therapiebeginn auf. Dabei kam es zu Hautausschlägen, häufig begleitet von Fieber, Lymphadenopathie (Lymphknotenschwellungen) und einer Zunahme der Lymphozyten. Betroffen waren auch Lungen, Leber oder Nieren. In den meisten Fällen verbesserte sich der Zustand nach Absetzen des Arzneimittels und nach Einleitung einer Therapie mit Corticosteroiden.
Zentralnervöse Nebenwirkungen wie Krampfanfälle, Bewusstseinsstörungen und Gedächtnisstörungen sind beschrieben.
Auch ein Risiko für unter Umständen tödliche venöse Thromboembolien unter Strontium ist bekannt. Protelos ist daher kontraindiziert bei Patienten mit akuten venösen Thromboembolien (VTE) oder VTE in der Vorgeschichte, einschließlich tiefer Venenthrombose und Lungenembolie sowie bei vorübergehender oder dauerhafter Immobilisierung aufgrund postoperativer oder sonstiger längerer Bettruhe.
Im Mai 2013 wurden eine Einschränkung der Indikation sowie neue Kontraindikationen und Warnhinweise eingeführt, um das Risiko für unerwünschte kardiale Ereignisse zu reduzieren. Daten zur kardialen Sicherheit aus randomisierten klinischen Studien zu Strontiumranelat in der Behandlung der Osteoporose haben ein erhöhtes Risiko für Herzinfarkte gezeigt, jedoch kein erhöhtes Risiko bezüglich der Mortalität.
Nach einem 2013 eingeleiteten europäischen Risikobewertungsverfahren empfahl der Pharmakovigilanzausschuss der Europäischen Arzneimittelagentur (EMA) im Januar 2014 das Ruhen der Zulassung. Der Ausschuss für Humanarzneimittel (CHMP) würdigte zwar diese Risikoeinschätzung, sah aber dennoch unverändert ein positives Nutzen-Risiko-Verhältnis für Patienten, jedoch nur sofern keine Therapie mit anderen Arzneimitteln möglich sei, etwa aufgrund von Kontraindikationen oder Unverträglichkeiten. Zudem sollten mit Strontiumranelat behandelte Patienten regelmäßig untersucht und überwacht werden. Die Anwendungseinschränkungen, sinkende Verordnungszahlen und Aufhebung der Erstattungsfähigkeit in vielen Ländern hatte zur Folge, dass Strontiumranelat 2017 vom Markt genommen wurde.

## Handelspräparate
Eine Trockensuspension zum Einnehmen mit dem Wirkstoff Strontiumranelat war unter den Handelsnamen Protelos und Osseor in Europa zugelassen für die „Behandlung der postmenopausalen Osteoporose zur Reduktion des Risikos von Wirbelsäulen- und Hüftfrakturen“.
Im August 2017 nahm Servier die Präparate weltweit vom Markt.